# Wollenloch
Wollenloch ist der Name von zwei Naturschächten bei Oberkochen auf der Schwäbischen Alb in Baden-Württemberg. Sie sind als flächenhafte Naturdenkmale registriert.

## Großes Wollenloch
Das Große Wollenloch (→ Lage) liegt auf dem Wollenberg (710 m) etwa 3,3 km südwestlich von Oberkochen auf einer Höhe von 690 m ü. NHN. Es dringt etwa 54 m in die Kalksteine der Unteren Felsenkalk-Formation des Weißen Jura und ist einer der tiefsten Naturschächte der Schwäbischen Alb. Mit Kontrastwasseruntersuchungen konnte eine direkte Verbindung mit der Ziegelbachquelle bei Königsbronn festgestellt werden. An der Erdoberfläche ist die zwei bis sechs Meter weite Schachtröhre infolge randlicher Nachbrüche trichterförmig (dolinenartig) erweitert und besitzt hier einen Durchmesser von etwa 18 m. Durch nachbrechendes Gestein verringerte sich die Tiefe des Wollenloches, früher wurde diese noch mit 62 m angegeben.
Das Große Wollenloch war dereinst für Touristen befahrbar, allerdings wurde dies schon Mitte des 20. Jahrhunderts nach einem tödlichen Unfall eingestellt. Am 23. Oktober 1949 bog sich der Befestigungshaken eines Personenaufzuges und der Drahtkorb stürzte 45 m in die Tiefe. Seit 1954 gilt ein Betretungsverbot, Klettern ist nur mit Sondergenehmigung erlaubt. Heute übt die Bergwacht gelegentlich im Großen Wollenloch. Der Schacht ist mit einem hohen Drahtzaun abgesichert.

## Kleines Wollenloch
Das Kleine Wollenloch (→ Lage) liegt vierhundert Meter östlich vom Großen Wollenloch  etwas tiefer am Hang des Wollenbergs. Es ist ein rund neun Meter tiefer Naturschacht im Weißen Jura  mit einem Durchmesser von zwei bis drei Metern. Der Schacht ist mit einem Holzzaun abgesichert und mit einem grünen Hinweisschild Naturdenkmal gekennzeichnet.

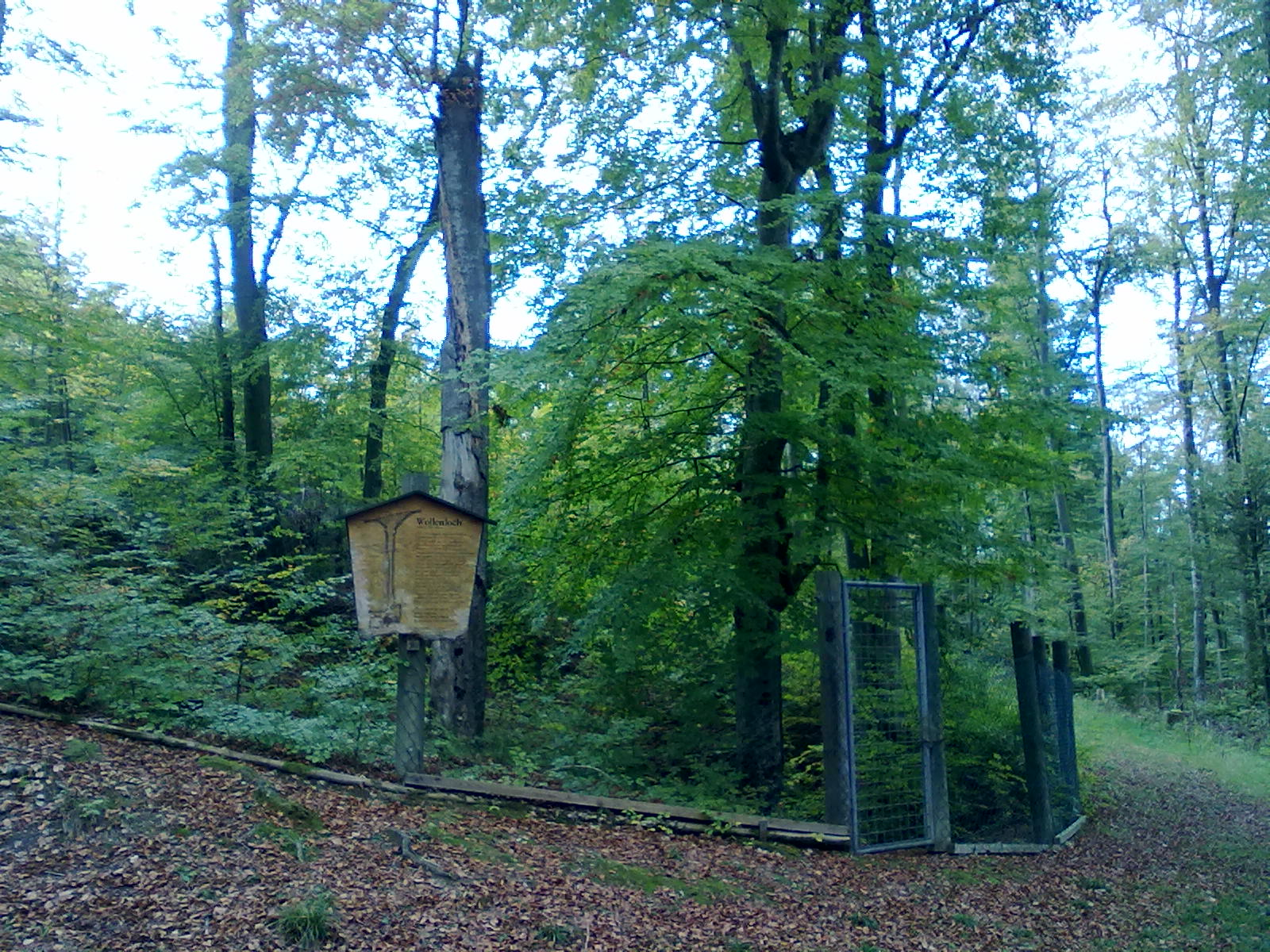
Das Große Wollenloch von Osten aus gesehen
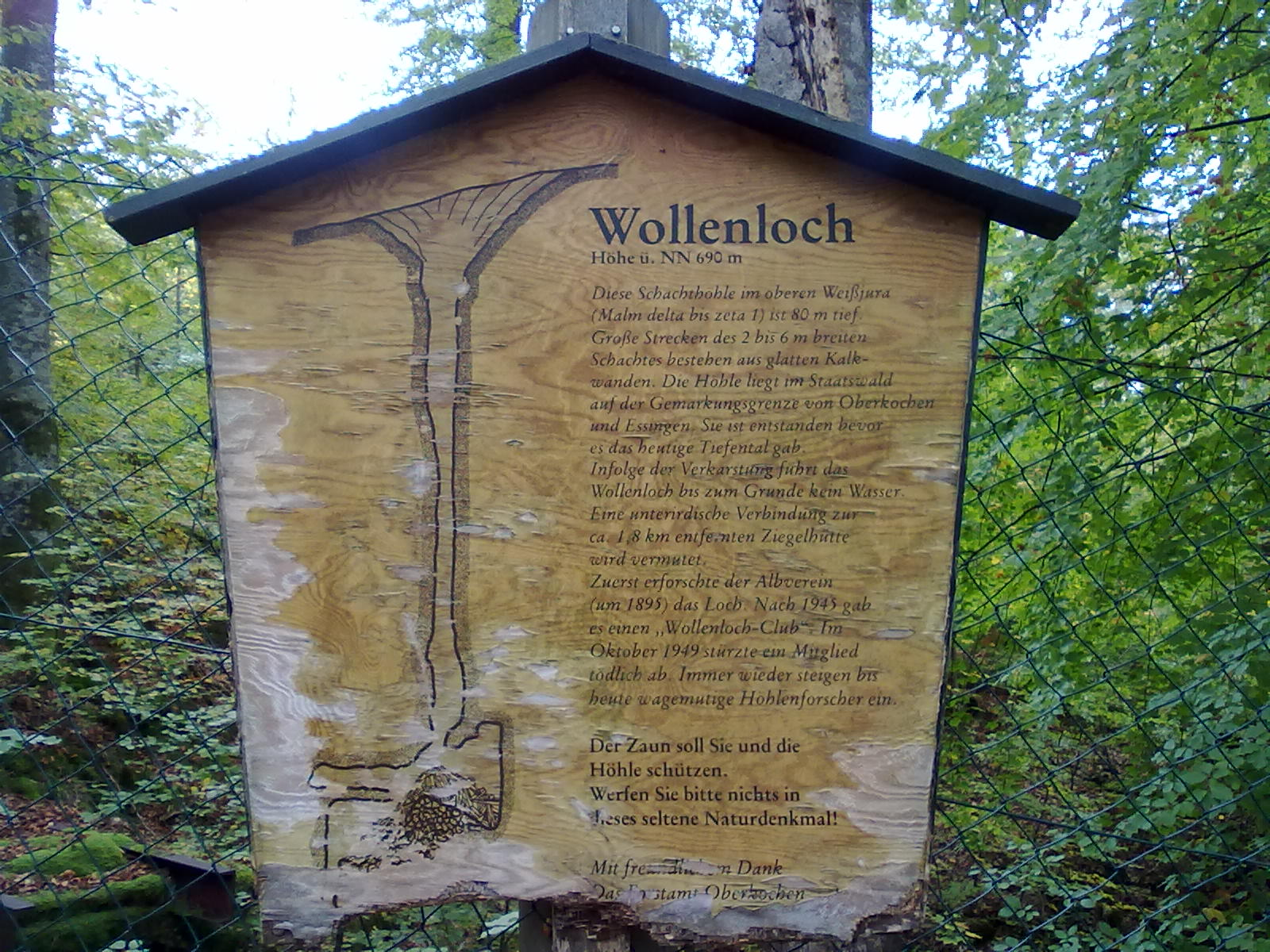
Informationstafel
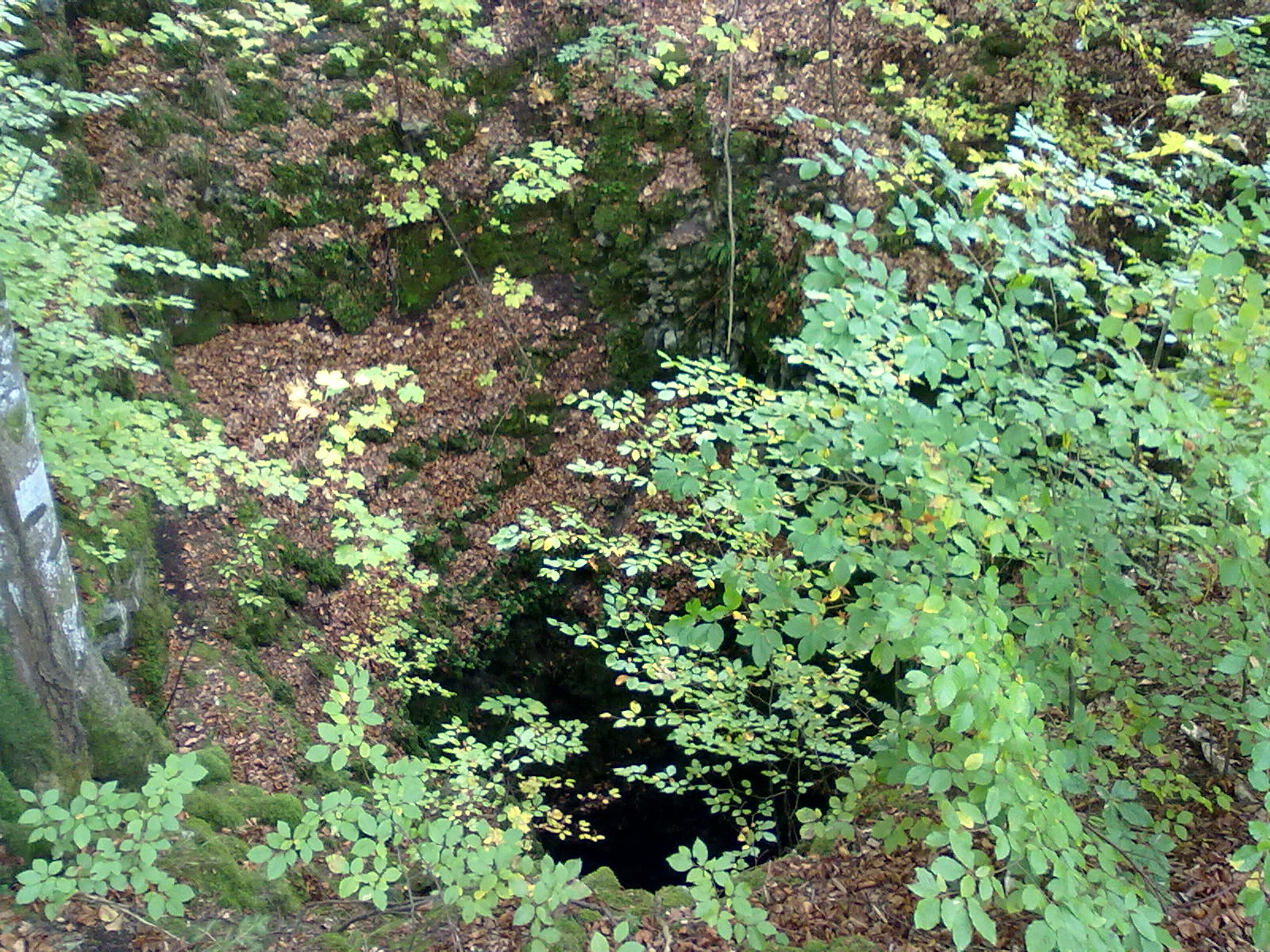
Blick ins Große Wollenloch
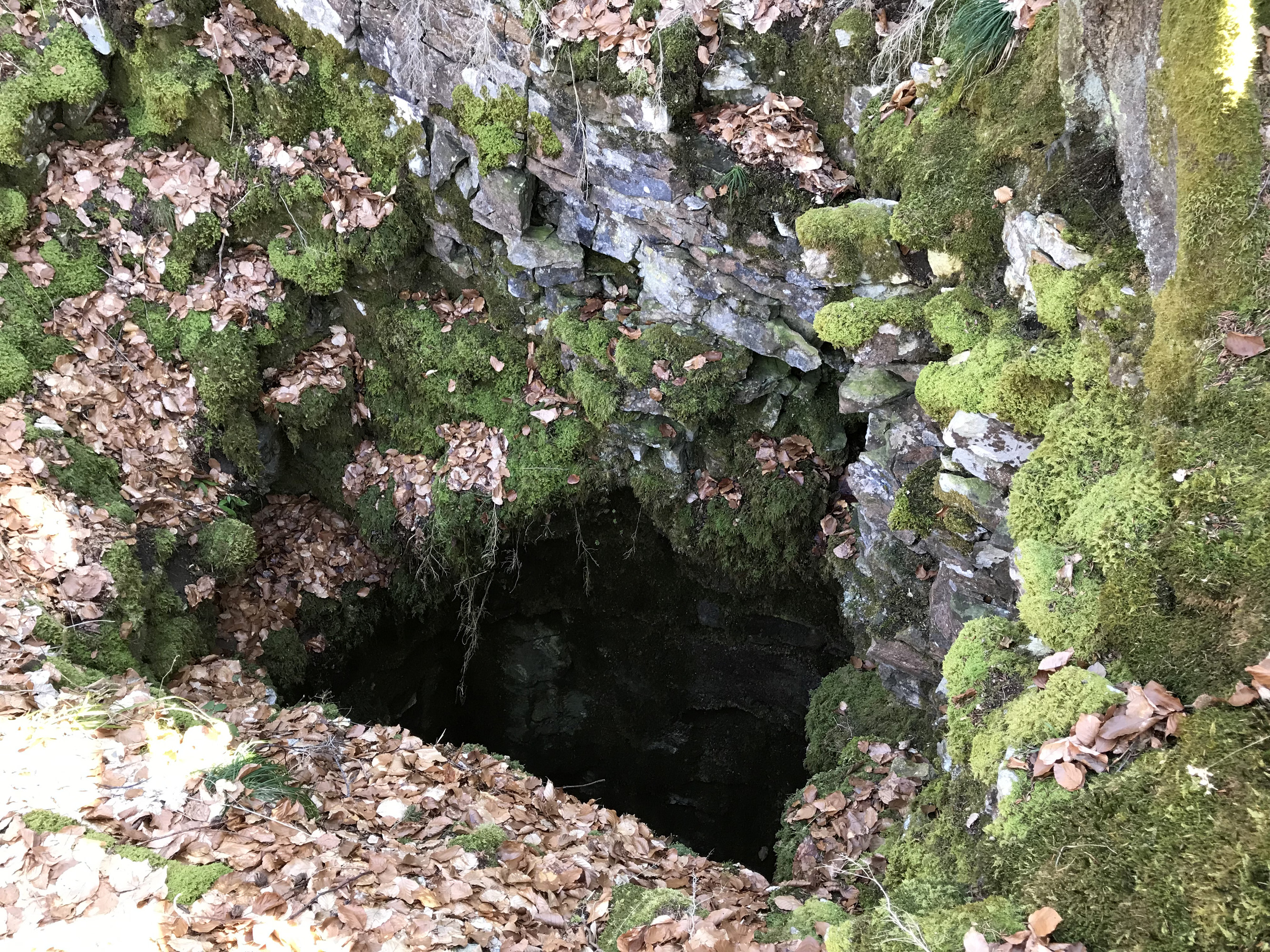
Blick ins Kleine Wollenloch